# 巴賴厄河
巴賴厄河是俄羅斯的河流，由薩哈共和國負責管轄，屬於阿爾丹河的右支流，河道全長251公里，發源自海拔高度1,850米處，河水主要來自融雪和雨水。